# مابا
مابا (باليابانية: 株式会社MAPPA) (بالإنجليزية: MAPPA Co., Ltd) هو استوديو أنمي ياباني يقع في طوكيو أُنشيء في 14 يونيو 2011 من قِبل ماساو مارورياما الذي كان مؤسس ومنتج سابق في استوديو مادهاوس.
في غضون سنة واحدة شد انتباه المتابعين من أنحاء العالم مثبتًا وجوده، تتميز أعمال مابا باحترافيتها وسلاسة التحريك والسرعة عامةً.

## أعمال الاستوديو

### مسلسلات أنمي تلفزيونية
- أبولو على المنحدر (2012 بالتعاون مع تيزوكا برودكشنز)
- تيكيو (2012)
- هاجيمي نو إيبو ريسنغ (2013-2014 بالتعاون مع مادهاوس)
- إرهاب في الصدى (2014)
- بانتشلاين (2015)
- أوشيو أند تورا (2015 ــ 2016 بالتعاون مع إستديو فولن)
- يوري أون آيس (2016)
- كاكيغوروي (2017)
- بلاد الطير (2017)
- غارو: ختم اللهب
- غارو: القمر القرمزي
- غارو: فانيشينغ لاين(2017 ــ 2018)
- غضب باهاموت GENESIS
- غضب باهاموت VIRGIN SOUL
- دايز (2016)
- إينوياشيكي(2017)
- بنانا فيش(2018)
- زومبي لاند ساغا (2018-2021)
- دورورو (2019)
- كاكيغوروي ×× (2019)
- سارازانماي (2019 بالتعاون مع استوديو لابين تراك)
- إلى الوحوش المقدسة المهجورة (الفصل الأول)(2019)
- أوتشيتاما؟! تاما والأصدقاء (2020)
- دوروهيدورو (2020)
- جوجوتسو كايسن (2020)
- هجوم العمالقة الموسم الاخير (2020)
- ذا غود أوف هاي سكول (2020)
- ساموراي الجمباز (2020)
- الإيداتين في جيل السلام (2021)
- ري-ماين
- تاكت أوب ديستني
- تشينسو مان
- دانس دانس دانسور
- فردوس الجحيم
- هجوم العمالقة (2021)

### أفلام أنمي
- غارو: ديفاين فليم (2016)
- في هذا الركن من العالم (2016)
- جوجوتسو كايسن (2022)
- مابوروشي (2023)

## روابط خارجية
- الموقع الرسمي

مابا على موقع ANN company (الإنجليزية)